# المجمعه
المجمعة (به عربی: المجمعة) یک شهر و منطقه فرمانداری در عربستان سعودی است و در استان ریاض واقع شده‌است.